# Elnur Məmmədli
Elnur Məmmədli (ur. 29 czerwca 1988 w Baku) – azerski judoka, mistrz olimpijski z Pekinu, srebrny medalista mistrzostw świata, dwukrotny mistrz Europy.
Walczy w kategorii do 73 kilogramów. Podczas Igrzysk Olimpijskich w Pekinie w drodze do zwycięstwa, cztery z pięciu walk wygrał przez ippon, w tym walkę finałową z Koreańczykiem Wang Ki-Chunem.